# Happy Together (singolo The Turtles)
Happy Together è una canzone del 1966 del gruppo statunitense The Turtles estratto come primo singolo dal loro terzo album Happy Together.
Scritto da Garry Bonner  e Alan Gordon, autore di brani per i Turtles, Petula Clark e altri artisti, pubblicato nella primavera del 1967, il singolo prese il posto del brano dei Beatles Penny Lane alla vetta della classifica Billboard Hot 100, dove rimase per tre settimane arrivando sesto in Olanda e nono in Norvegia. 
Fu l'unico singolo del gruppo ad arrivare in vetta ad una classifica.

## Riferimenti al brano
La canzone è stata utilizzata nella colonna sonora di numerosi film, fra cui The Magic Garden of Stanley Sweetheart, Il cuore come una ruota (1983), Cercasi l'uomo giusto (1987), Ernest Goes to Camp (1987), Una pallottola spuntata (1990), Le nozze di Muriel (1994), Happy Together (1997), Sorted (2000), Il ladro di orchidee (2002), Cherish (2002), S1m0ne (2002), Quel pazzo venerdì (2003) (in una cover dei Simple Plan), Ma mère (2004), Imagine Me & You (2005), I Simpson - Il film (2007), 27 volte in bianco (2008), Shrekkato da morire  (2010), Tartarughe Ninja (2014), Minions (2015), Metti la nonna in freezer (2018).
In televisione, la canzone è stata usata in diversi episodi de I Simpson, in That '70s Show, Cupid, Scrubs - Medici ai primi ferri, E.R. - Medici in prima linea, Blue Jeans, My Name Is Earl e The Umbrella Academy. Innumerevoli sono stati gli utilizzi del brano nel campo pubblicitario.

## Cover
Di Happy Together è stata registrata una cover da artisti diversi come i Weezer, Captain and Tennille, Jason Donovan, The Nylons, Simple Plan, Donny Osmond, Leningrad Cowboys e dai Flobots. 
Da segnalare anche la versione italiana Per vivere insieme con il testo di Pino Cassia, che fu incisa da Jimmy Fontana, da I Ragazzi del Sole, dai Quelli, da Brenda Bis e da I Nuovi Angeli e che è stata ripresa nel 2008 dai Pooh nell'album Beat ReGeneration.
Nel 1994 è stata eseguita all'interno della trasmissione televisiva Non è la RAI da Alessia Gioffi e successivamente inserita nella compilation Non è la Rai estate.
Nel 1999, BMI ha nominato Happy Together, con approssimativamente 5 milioni di interpretazioni solo nelle radio americana, la quarantaquattresima canzone americana più suonata del ventesimo secolo, a pari merito con Yesterday dei Beatles e Mrs. Robinson di Simon & Garfunkel.
La performance di Frank Zappa durante il concerto Fillmore East - giugno 1971 è particolarmente degna di nota: il suo gruppo di supporto all'epoca includeva i cantanti dei Turtles Howard Kaylan e Mark Volman ed il bassista Jim Pons.
Gli stessi Kaylan e Volman realizzarono anche un remake reggae della canzone per l'ultimo album di Flo & Eddie Rock Steady With Flo & Eddie. Più recentemente, la canzone è stata registrata da B.E. Taylor per l'album, Love Never Fails, e dai Flobots.
Nel 2007 Britney Spears ha utilizzato un campionamento di Happy Together per il brano Ooh Ooh Baby contenuto nell'album Blackout.
Una cover del gruppo The xx è stata inserita nella colonna sonora del film il grande Gatsby.
Anche l'artista bulgaro Boris Godjunov nel 1968 ne fece una cover cantata nella sua lingua nativa. Fu pubblicata anche nell'URSS dall'etichetta discografica di stato Мелодия (melodija) nello stesso anno.